# 元嘉之治
元嘉之治指的是劉宋文帝刘义隆时期（年号元嘉），因其政治较为清明，又致力推行繁荣经济文化的政策，经济有所恢复，人民生活较为安定的政治局面。

## 歷史
宋文帝即位初期，励精图治，著手整顿吏治，派散骑常侍袁渝等十六人到各地视察地方行政，了解民间疾苦。元嘉三年五月，他亲自到华林园的延贤堂审理案件，规定每年举行三次，以表示重视刑狱。史載：“兵車勿動，民不外勞，役寬政簡，氓庶繁息，至餘糧棲畝，戶不夜扃”。
元嘉中期，文帝多病，諸事悉委其弟劉义康，而義康独断独行，权势显赫。义康听信刘湛的谗言，在文帝面前攻击殷景仁。是以元嘉十五年以后朝政日非。元嘉十三年（436年），刘湛见文帝有病，对刘义康说：“如果宫车一日晏驾，道济不复可制。”恰巧文帝病危，劉义康便要求召檀道济入朝。道济到建康后，文帝病势渐轻，就让道济回江州，不料病势转剧，义康便假传诏书，誣殺道济。道济死前说“乃坏汝万里长城”。二十二年（445年），范晔等谋划拥立劉义康，事露被杀，义康亦被废为庶人。二十八年，义康被殺。
元嘉時期分別於元嘉七年、二十七年、二十九年發動三次北伐，意在收復河南。元嘉七年，宋文帝好大嘉功，派出近十万大军挥师北伐，结果惨败而归。但彭城太守王玄谟投其所好，屢次建议北伐。文帝曾对殷景仁说：“闻王玄谟陈说，使人有封狼居胥意。”元嘉二十七年（450年），劉宋又整頓軍武，大量招募民丁、勇士，王公、妃主“献金帛、杂物以诸国用”，又令扬、南徐、南充、江四州富民家资满五十万钱、僧尼满二十万钱者，借款四分之一，史稱元嘉北伐。但這三次北伐全遭失敗，尤以元嘉二十七年之敗最為慘重。這時劉宋已經耗竭民力，国势衰落，元嘉之治结束。元嘉三十年（453年）二月二十二日凌晨，文帝為太子刘劭所杀。改元嘉三十年为太初元年。